# Francisco Altino Correia de Araújo
Francisco Altino Correia de Araújo (1852 — 1915) foi um político brasileiro.
Foi presidente da província do Rio Grande do Norte, de 30 de setembro de 1884 a 11 de julho de 1885.